# Sportpark De Vrolijkheid
Sportpark De Vrolijkheid is een voormalig terrein dat werd gebruikt voor voetbalwedstrijden in de Nederlandse stad Zwolle. Het was genoemd naar de vlakbijgelegen uitspanning De Vrolijkheid en lag aan de Meppelerweg. Zowel de voetbalverenigingen PEC als Zwolsche Boys hebben op dit terrein gespeeld.
Op 26 augustus 1923 opende PEC op De Vrolijkheid een speelterrein. Zes jaar later wordt door de vereniging een overdekte, houten tribune in gebruik genomen met een capaciteit van 500 plaatsen.
In 1935 vertrekt PEC naar het Gemeentelijk Sportpark
aan de Ceintuurbaan in Zwolle, en gaat Zwolsche Boys het terrein op De Vrolijkheid gebruiken. PEC transporteert de houten tribune echter naar haar nieuwe speelterrein zodat Zwolsche Boys jarenlang over een relatief sobere accommodatie beschikt.
Vier jaar na de toetreding van Zwolsche Boys tot het betaald voetbal, verleidt de gemeente Zwolle de vereniging in 1958 met succes om ook op het Gemeentelijk Sportpark te gaan spelen. De huur van De Vrolijkheid wordt opgezegd en vanaf het seizoen 1958/'59 spelen zowel PEC als Zwolsche Boys hun (prof)wedstrijden aan de Ceintuurbaan.
In februari 1960 koopt PEC het verlaten sportterrein De Vrolijkheid op en knapt deze op. Ook bouwt de club hier een nieuwe overdekte tribune met 750 zitplaatsen en daaronder gelegen faciliteiten zoals kleedkamers. Vanaf het seizoen 1960/'61 maakt PEC tien seizoenen gebruik van Sportpark De Vrolijkheid, totdat de club in 1970 weer naar het Gemeentelijk Sportpark vertrekt.
Zwolsche Boys, in 1969 teruggekeerd naar de amateurs, neemt de omgekeerde weg en gaat weer op De Vrolijkheid spelen. De vereniging maakt tot aan de opening van het nieuwe Sportpark Jo van Marle in Zwolle-Zuid in 1996 gebruik van het terrein. Ook voetbalvereniging CSV '28 speelde hier een tijdje.
Begin 2000 maakt het voormalige Sportpark De Vrolijkheid plaats voor een autoboulevard als onderdeel van het Bedrijventerrein de Vrolijkheid.